# Jonadab
Jonadab ou Jehonadab, de l'hébreu יְוֹנָדָב (Yonādāb), signifiant « YHWH est libéral, noble », est un personnage biblique, fils de Réchab. Il est mentionné dans l'Ancien Testament dans le Deuxième Livre des Rois au chapitre 10. Il accompagne le roi d'Israël Jéhu dans le cadre de l'élimination de la maison d'Achab et de l'anéantissement du culte de Baal à travers la Samarie. 
Il apparaît également dans le livre de Jérémie au chapitre 35. Il est crédité comme étant le fondateur du clan des Réchabites. Lorsque Jérémie offre du vin aux Réchabites lors de leur visite dans le Temple de Jérusalem, ceux-ci répondent en citant un commandement de Jonadab qui leur interdit  de boire de l'alcool. Il leur est également demandé  de vivre dans des tentes, plutôt que dans des maisons. Ce passage semble indiquer une forme de dévotion à Yahweh qui rejette la vie sédentaire et promeut un idéal pastoral. Le Livres des Chroniques associe Réchab, le père de Jonadab, au clan des Kénites. Si ce lien est authentique, il pourrait aller dans le sens de l'idéal pastoral des partisans de Jonadab. En Jérémie 35:6-19, Dieu demande aux membres du clan d'adhérer à ses commandements, en leur promettant que sa lignée continuera.

## Chez les Témoins de Jéhovah
Les Témoins de Jéhovah utilisaient les termes Jonadabs ou classe de Jonadab pour parler des Chrétiens qui ont l'espérance de vivre éternellement sur terre, plutôt que dans les cieux. Le terme est utilisé pour la première fois dans ce sens, au début des années 1930. Les Témoins de Jéhovah utilisent maintenant le terme grande foule pour désigner les personnes qui survivront à Armageddon et autres brebis pour désigner les survivants d'Armageddon et les ressuscités qui viendront par la suite,.
Les Témoins croient qu'exactement 144 000 hommes et femmes régneront avec Jésus-Christ au cieux, pris parmi tous les chrétiens mort depuis la résurrection de Jésus. Ils appellent ces personnes les oints ou l'Israël spirituel, et ceux qui en font partie et qui sont encore vivant le reste. Les Témoins pensent que, de la même façon que Jonadab, en tant que non-Juif assistait Jéhu, la classe de Jonadab assisterait l'Israël spirituel. La Tour de garde du 15 août 1934 déclare :

« La classe de Jonadab fait partie de ceux qui "entendent" le message de vérité et qui doivent dire à toute personne qui peut les entendre : "'Viens !' Et que quiconque entend dise : 'Viens !' Et que quiconque a soif vienne; que quiconque le veut prenne l'eau de la vie, gratuitement." (Rév. 22:17). Bien qu'ils ne soient pas des Témoins de Jéhovah oints de l'esprit, les membres de la classe de Jonadab doivent accompagner les chrétiens qui appartiennent à la classe antitypique de Jéhu, c'est-à-dire les oints, et communiquer le message du Royaume. »

— « Que quiconque entend dise : "Viens !" », La Tour de garde du 15 décembre 1990, p. 13.